# Ceresium testaceum
Ceresium testaceum là một loài bọ cánh cứng trong họ Cerambycidae.